# Provincia di Lodi e Crema
La provincia di Lodi e Crema era una provincia del Regno Lombardo-Veneto, istituita nel 1815 ed esistita dal 1816 al 1859.
Legalmente, entrambe le città di Lodi e Crema avevano il titolo di capoluogo. Di fatto, tutti gli uffici erano dislocati a Lodi, mentre il titolo di capoluogo attribuito a Crema le conferiva solo vantaggi limitati.

## Organi
Come tutte le province del Regno, anche Lodi era guidata da un Regio Delegato di nomina imperiale, aiutato da un'Imperial Regia Delegazione Provinciale che si occupava dei vari settori dell'amministrazione pubblica. A rappresentare le classi agiate vi era una Congregazione Provinciale nominata dal Governo su proposta della Congregazione Centrale, e composta da tre nobili e tre possidenti della provincia, più un borghese per ciascuno dei capoluoghi e più il Regio Delegato che la presiedeva.

## Storia
La provincia fu creata nel 1816 all'atto della costituzione del Regno Lombardo-Veneto, e venne ottenuta dallo smembramento del dipartimento dell'Alto Po di epoca napoleonica (che aveva come capoluogo Cremona).
La provincia comprendeva la vecchia provincia di Lodi (appartenuta alla Lombardia austriaca) e il territorio cremasco (appartenuto alla Repubblica di Venezia). Si ripeteva così l'unione fra i territori lodigiano e cremasco, già sperimentata nell'effimero dipartimento dell'Adda nel 1797-98.

### Suddivisione amministrativa all'atto dell'istituzione (1816)
All'atto dell'istituzione, la provincia era divisa in 9 distretti, a loro volta suddivisi in 203 comuni:
- distretto I di Lodi[1]
  - Andreola; Bagnolo; Bottedo; Cà de' Zecchi, Campolungo; Casaletto; Chiosi di Porta d'Adda; Chiosi di Porta Cremonese; Chiosi di Porta Regale; Cornegliano; Gugnano; Lodi; Lodivecchio; Pezzolo de' Codazzi; Pezzolo di Tavazzano; Salerano; Santa Maria di Lodivecchio; Santa Maria in Prato; San Zenone; Torre de' Dardanoni; Vigadore; Villa Rossa
- distretto II di Zelo Buonpersico[2]
  - Arcagna; Bisnate; Casolate; Cassino d'Alberi; Cervignano; Cologno; Comazzo; Dresano; Galgagnano; Gardino; Isola Balba; Lavagna; Marzano; Merlino; Mignete; Modignano; Montanaso; Mulazzano; Muzzano; Paullo; Quartiano; Sordio; Tavazzano; Tribiano; Vaiano; Villa Pompeana; Villambrera; Virolo; Zelo Buonpersico
- distretto III di Sant'Angelo[3]
  - Bargano, Bonora, Cà dell'Acqua, Caselle, Castiraga da Reggio, Cazzimano, Fissiraga, Cascina Guazzina, Marudo, Massalengo, Mongiardino, Orgnaga, Sant'Angelo, Trivulzina, Valera Fratta, Vidardo, Villa Nuova
- distretto IV di Borghetto[4]
  - Borghetto, Brusada, Cà dei Bolli, Cavenago, Caviaga, Ceppeda, Graffignana, Grazzanello, Grazzano, Lanfroia, Mairago, Motta Vigana, Muzza Piacentina, Ossago, Pompola, San Colombano, San Martino in Strada, Sesto, Soltarico

- distretto V di Casal Pusterlengo[5]

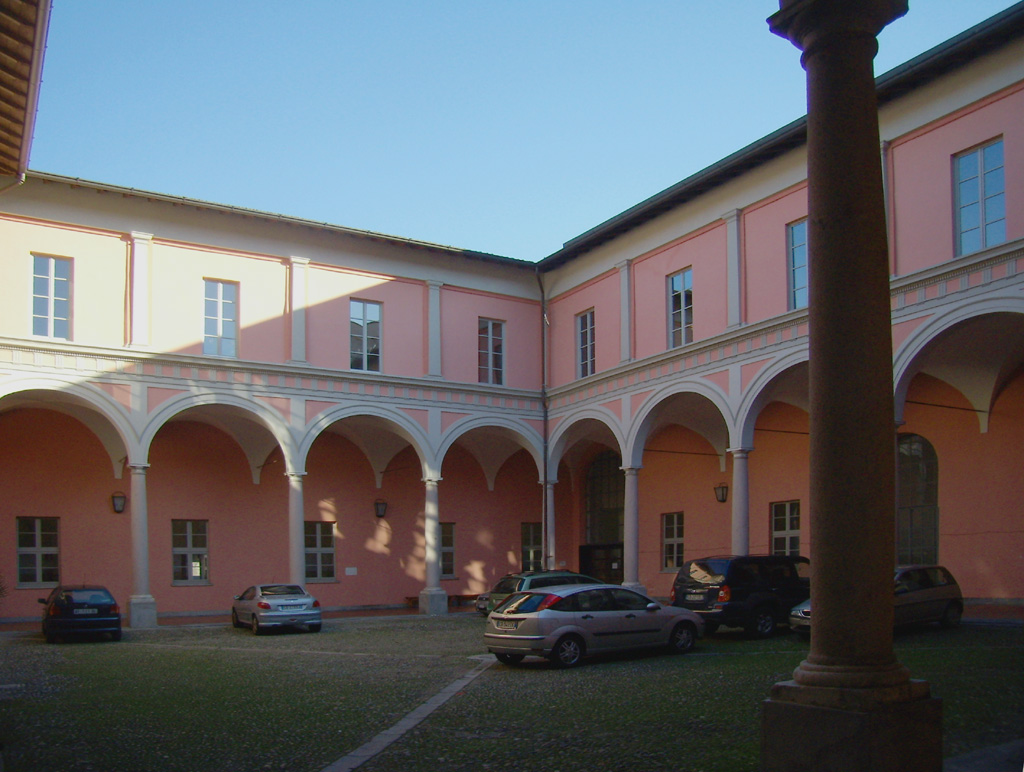
L'ex monastero di San Benedetto a Lodi, sede dell'Imperial Regia Delegazione Provinciale

  - Bertonico, Brembio, Cà del Bosco, Cà de' Mazzi, Camairago, Cantonale, Casalpusterlengo, Cassina dei Passerini, Castiglione, Livraga, Melegnanello, Orio, Ospedaletto, Pizzolano, Robecco, Rovedaro, Secugnago, Terra Nuova, Turano, Vittadone, Zorlesco
- distretto VI di Codogno[6]
  - Caselle Landi, Castelnuovo Bocca d'Adda, Cavacurta, Codogno, Corno Giovine, Corno Vecchio, Corte Sant'Andrea, Fombio, Gattera, Guardamiglio, Lardera, Maccastorna, Maleo, Meletto, Mezzana, Mezzano Passone, Mirabello, Regina Fittarezza, San Fiorano, San Rocco al Porto, Santo Stefano, Senna, Somaglia, Trivulza
- distretto VII di Pandino[7]
  - Abbadia di Cereto con San Cipriano, Agnadello, Boffalora, Corte del Palasio, Crespiatica, Dovera con Postino e Barbusera, Fracchia, Gardella, Nosadello, Pandino, Rivolta, Roncadello, Spino, Tormo, Vailate con Cassine de' Grassi
- distretto VIII di Crema[8]
  - Capergnanica, Casaletto Ceredano con Ca de' Vagni, Castelnuovo, Chieve, Credera con Cassina San Carlo, Crema, Izzano, Madignano, Montodine con Bruge, Moscazzano, Ombriano, Passarera, Porta Ombriano, Ripalta Arpina con Saragosa, Ripalta Guerrina, Ripalta Nuova, Ripalta Vecchia, Rovereto, Rubbiano, Salvirola Cremasca, San Bernardino con Vergonzana, Santa Maria della Croce, San Michele con San Bartolomeo de' Morti, Vairano con Santo Stefano, Zappello con Bolzone
- distretto IX di Crema[9]
  - Azzano, Bagnolo, Bottaiano, Campagnola, Camisano, Campisico, Capralba, Casale, Casaletto Vaprio, Cassine Gandine, Cassine Capre con Ronchi, Cremosano, Farinate, Gabbiano, Monte, Offanengo, Palazzo, Pianengo, Pieranica, Portico, Quintano, Ricengo, Scannabue, Serniano, Torlino, Trescore, Trezzolasco, Vaiano, Vidolasco

### Variazioni amministrative
- 1817
  - Cassine Capre con Ronchi aggregata a Cassine Gandine
- 1818
  - Portico aggregata a Bottaiano
- 1819
  - Azzano aggregata a Torlino
  - Campisico aggregata a Capralba
- 1837
  - Bagnolo aggregata a Pezzolo di Tavazzano
  - Cà del Bosco aggregata a Brembio
  - Cassina de' Passerini aggregata a Terra Nuova
  - Rovedaro aggregata a Terra Nuova
  - Santa Maria di Lodivecchio aggregata a Lodivecchio
- 1841
  - Andreola aggregata a Campolungo
  - Bisnate aggregata a Zelo Buonpersico
  - Bonora aggregata a Orgnaga
  - Brusada aggregata a Ossago
  - Fissiraga aggregata a Orgnaga
  - Gardino aggregata a Comazzo
  - Grazzano aggregata a Ossago
  - Lanfroja aggregata a Motta Vigana
  - Lavagna aggregata a Comazzo
  - Marzano aggregata a Merlino
  - Muzza Piacentina aggregata a Caviaga
  - Muzzano aggregata a Mignette
  - Pompola aggregata a Cà dei Bolli
  - Torre de' Dardanoni aggregata ai Chiosi di Porta Regale
  - Vaiano aggregata a Merlino
  - Villambrera aggregata a Paullo
  - Virolo aggregata a Mulazzano
- 1844
  - il capoluogo del distretto II è spostato da Zelo Buonpersico a Paullo

### La riforma dei distretti del 1853
La notificazione del 23 giugno 1853 ridusse i distretti da 9 a 7:
- distretto I di Lodi[10]
  - Arcagna, Bottedo, Cà de' Zecchi, Campolungo, Casaletto, Cassino d'Alberi, Casolate, Cervignano, Chiosi di Porta d'Adda, Chiosi di Porta Cremonese, Chiosi di Porta Regale, Cologno, Comazzo, Cornegliano, Dresano, Galgagnano, Gugnano, Isola Balba, Lodi, Lodivecchio, Merlino, Mignete, Modignano, Montanaso, Mulazzano, Paullo, Pezzolo dei Codazzi, Pezzolo di Tavazzano, Quartiano, Salerano, Santa Maria in Prato, Sordio, San Zenone, Tavazzano, Tribiano, Vigadore, Villa Pompeana, Villa Rossa, Zelo Buonpersico
- distretto II di Pandino[11]
  - Abbadia di Cereto con San Cipriano, Agnadello, Boffalora, Corte del Palasio, Crespiatica, Dovera con Postino e Barbusera, Fracchia, Gardella, Nosadello, Pandino con Nosadello e Gardella, Rivolta, Roncadello, Spino, Tormo, Vailate con Cassine de' Grassi
- distretto III di Borghetto[12]
  - Borghetto, Cà de' Bolli, Cavenago, Caviaga, Ceppeda, Grazzanello, Mairago, Motta Vigana, Ossago, San Colombano, San Martino in Strada, Sesto, Soltarico
- distretto IV di Sant'Angelo[13]
  - Bargano, Cà dell'Acqua, Caselle, Castiraga da Reggio, Cazzimano, Graffignana, Fissiraga, Cascina Guazzina, Marudo, Massalengo, Mongiardino Sillaro, Orgnaga, Sant'Angelo, Trivulzina, Valera Fratta, Vidardo, Villa Nuova
- distretto V di Crema[14]
  - Bagnolo, Bottaiano, Camisano, Campagnola, Capergnanica, Capralba con Campisico, Casale, Casaletto Ceredano con Ca de' Vagni, Casaletto Vaprio, Castelnuovo, Cassine Gandine con Cassine Capre con Ronchi, Chieve, Credera con Cassina San Carlo, Crema, Cremosano, Farinate, Gabbiano, Izzano, Madignano, Monte, Montodine con Bruge, Moscazzano, Offanengo, Ombriano, Palazzo, Passarera, Pianengo, Pieranica, Porta Ombriano, Quintano, Ricengo, Ripalta Arpina, Ripalta Guerrina con Saragosa, Ripalta Nuova, Ripalta Vecchia, Rovereto, Rubbiano, Salvirola Cremasca, San Bernardino con Vergonzana, Scannabue, Serniano, Santa Maria della Croce, San Michele con San Bartolomeo de' Morti, Torlino con Azzano, Trescorre, Trezzolasco, Vaiano, Vairano con Santo Stefano, Vidolasco, Zappello con Bolzone
- distretto VI di Codogno[15]
  - Caselle Landi, Castelnuovo Bocca d'Adda, Cavacurta, Codogno, Corno Giovine, Corno Vecchio, Corte Sant'Andrea, Fombio, Gattera, Guardamiglio, Lardera, Maccastorna, Maleo, Meletto, Mezzana, Mezzano Passone, Mirabello, Regina Fittarezza, San Fiorano, San Rocco al Porto, Santo Stefano, Senna, Somaglia, Trivulza
- distretto VII di Casal Pusterlengo[16]
  - Bertonico, Brembio, Cà de' Mazzi, Camairago, Cantonale, Casalpusterlengo, Castiglione, Livraga, Melegnanello, Orio, Ospedaletto, Pizzolano, Robecco, Secugnago, Terra Nuova, Turano, Vittadone, Zorlesco

### Lo scioglimento
La provincia fu disciolta il 23 ottobre 1859 in seguito all'emanazione del Decreto Rattazzi, che riorganizzava le suddivisioni amministrative del Regno di Sardegna (che un mese prima aveva annesso la Lombardia).
Il territorio fu diviso fra le province di Milano e Cremona, assegnando il territorio lodigiano a Milano (circondario di Lodi) e il cremasco a Cremona (circondario di Crema).
Le città di Lodi e Crema furono degradate al rango di capoluoghi di circondario.

## Comuni principali (1859)
| Comune           | Popolazione |
| ---------------- | ----------- |
| Lodi             | 20.092      |
| Codogno          | 9.620       |
| Sant'Angelo      | 8.300       |
| Crema            | 8.240       |
| San Colombano    | 6.500       |
| Casalpusterlengo | 5.711       |